# Kormorán velký
Kormorán velký (Phalacrocorax carbo) je tažný, velice rozšířený pták z čeledi kormoránovitých. Hnízdí na všech kontinentech, s výjimkou Jižní Ameriky a Antarktidy. 
Při letu se často řadí do formace klínu, čímž může pozorovateli ze země připomínat husy velké. Rozeznat je od sebe lze podle rychlejšího mávání křídel (kormorán mává rychleji než husa). Dalším poznávacím znamením za letu je charakteristický obrys jeho těla. Při letu má kormorán krk natažený dopředu. S jeho dlouhým ocasem a roztaženými křídly připomíná letící kříž.

## Popis
Kormorán velký je pták o délce 84–90 cm, rozpětí křídel 130–160 cm a váze 2,6–3,7 kg.
Velikostí často může připomínat husu, ale je štíhlejší, má dlouhý ostře zakončený zobák, přičemž maxila je zřetelně zatočena dolů, skoro celé tělo kormorána je černé. Spodní část hlavy a stehen má bílé skvrny, krk je obyčejně černý, avšak v období páření nabírá stříbřitou barvu. Pod očima se nachází malá žlutá skvrna. Křídla mohou vypadat černě, avšak většina jeho letek je tmavě hnědá, pouze lemována černou barvou. 
Na nohou má pařáty propojené blánou. Jeho nohy jsou krátké, naopak jednotlivé pařáty jsou překvapivě dlouhé. Ocas je relativně dlouhý, rýdovací pera jsou navzájem skoro stejně dlouhá, což navozuje dojem, že konec ocasního vějíře působí rovně. 

## Rozšíření
Areál rozšíření kormorána velkého je velmi rozsáhlý, zahrnuje všechny kontinenty mimo Jižní Ameriku a Antarktidu. V Severní Americe je jeho výskyt omezen na severovýchod, ptáci zimují na jih až po jižní Floridu (USA). Hnízdí také v západním Grónsku. V Evropě obývá většinu atlantského pobřeží, Středomoří a řadu oblastí východní Evropy. V Africe zimuje na severním pobřeží a podél Nilu, hnízdí a celoročně se vyskytuje na severozápadním pobřeží, ve střední a východní Africe a v Jihoafrické republice. V Asii hnízdí od střední Asie na východ po východní Čínu, zimuje v jižní Číně a Indii, ptáci jsou pozorováni i v jihovýchodní Asii. Hnízdí také ve většině Austrálie mimo centrální oblasti. Zimuje také na Novém Zélandu.

### Výskyt v Česku
V České republice se kormoráni pokoušeli neúspěšně zahnízdit již v minulosti, první stálá kolonie vznikla na jižní Moravě až v roce 1982. Od tohoto roku počty hnízdících ptáků nejdříve prudce narůstaly, ale později zpět prudce poklesly, což je důvod, proč je kormorán velký zapsán jako ohrožený druh. Kormoráni osídlili také další oblasti (jižní a severozápadní Čechy, Poodří). V letech 2001–2003 hnízdilo na našem území 200–232 párů, což je výrazné snížení oproti 500–660 párům v letech 1985–1989; pokles byl pravděpodobně způsoben regulací početnosti. V roce 2010 u nás hnízdilo přibližně 350 párů kormoránů v šesti koloniích. Během zimního období k nám zavítalo 10 000–15 000 ptáků ze severských zemí.[zdroj?]

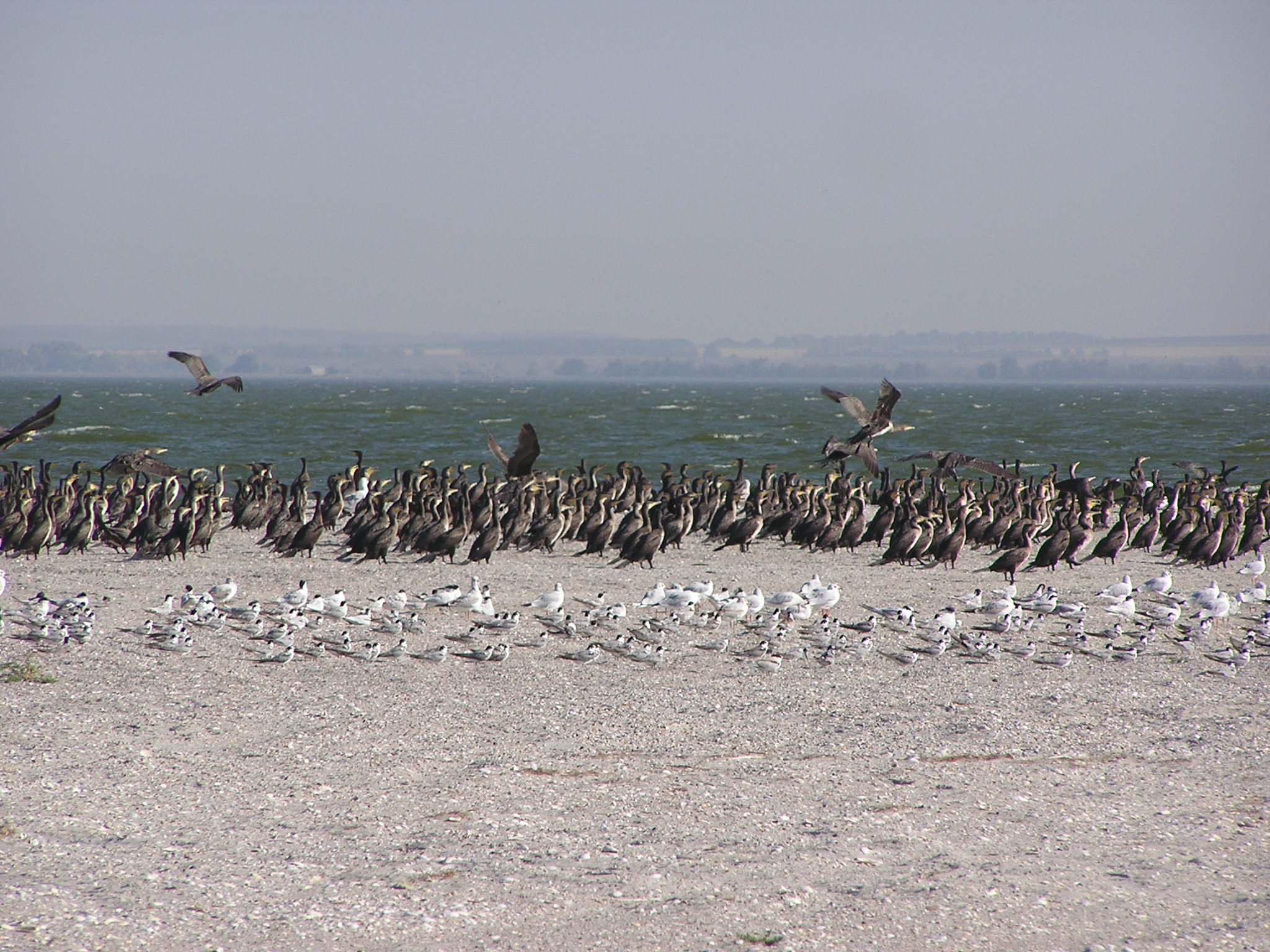
Kormoráni velcí na pobřeží Azovského moře
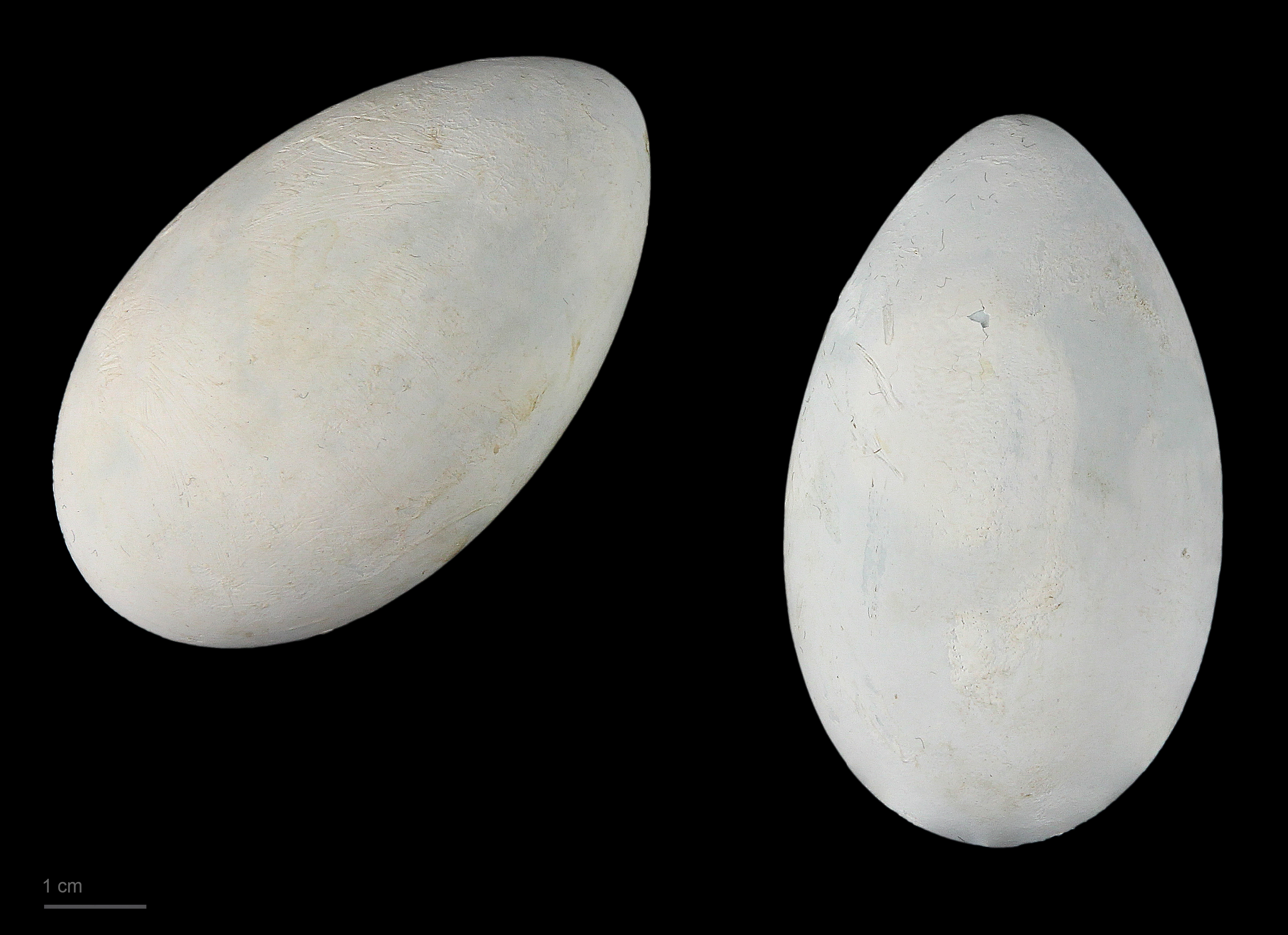
Vejce kormorána velkého (Phalacrocorax carbo)

### Potrava
V České republice mimo produkční rybníky (tj. na volných vodách) loví kormoráni především plotice, okouny, oukleje a jelce, kteří tvoří přes 75 % jejich kořisti. Na rybářských revírech za zimní období odloví až 80 kg ryb z každého hektaru vodní plochy (např. na Vltavě v Praze). Během zimy loví v průměru až 5krát těžší ryby (průměr 157 gramů) než v letním období (průměr 30 gramů). Obvyklou kořist představují ryby o velikosti 18,5 cm, 95 % ulovených ryb je do velikosti 30 cm. Ve velmi výjimečných případech uloví i rybu větší než 50 cm (štika, parma, úhoř). Denní spotřeba potravy průměrného kormorána je cca 400 g ryb. Nejnovější výzkumy ukazují, že kolonie zimujících kormoránů nemají zásadní vliv na výsledky a úspěšnost reintrodukčního programu Losos 2000, který probíhá v povodí řek Labe a Ohře. V ČR je potrava kormoránů sledována na nádržích Slapy a Želivka, na Vltavě, Berounce a na Labi.

### Expanze kormorána velkého
Evropská populace poddruhu Ph. c. sinensis v polovině 20. století téměř vyhynula. Zavedení ochranářských opatření v různých evropských zemích v letech 1965 až 1981 vedlo k expanzívnímu růstu, místy až o 18 % ročně. Hnízdní populace ve Nizozemí, Německu, Dánsku a Švédsku tak v roce 1991 dosáhla 62 250 párů. V současné době čítá evropská populace kormorána velkého více než 310 000 párů, nejvíce jich hnízdí v Dánsku (36 až 41 tisíc párů).
K šíření hnízdišť kormorána velkého k severu přispělo jistě i oteplování moří; v Grónsku nyní hnízdí i na sever od polárního kruhu a velikost místní populace přímo souvisí s kolísáním povrchové teploty moře.
| Rok  | Počet párů             | Poznámka                               |
| ---- | ---------------------- | -------------------------------------- |
| 1960 | 4 000 párů             | kontinentální Evropa                   |
| 1970 | 6 500 párů             | celá Evropa (bez ssp. carbo)           |
| 1980 | 49 000 párů            | celá Evropa                            |
| 1981 | 15 000 párů            | severní a střední Evropa (28 kolonií)  |
| 1981 | 6 500 párů             | oblast Baltského moře                  |
| 1985 | 47 440 párů            | celá Evropa                            |
| 1991 | 51 000 párů            | oblast Baltského moře                  |
| 1992 | 81 000 párů            | severní a střední Evropa (170 kolonií) |
| 1992 | 208 000 párů           | celá Evropa                            |
| 1995 | 188 000 párů           | celá Evropa (mimo Ruska)               |
| 2000 | 310 000 – 370 000 párů | celá Evropa                            |
| 2006 | 157 000 párů           | oblast Baltského moře (410 kolonií)    |

## Konflikt ochranářů s rybáři v Česku
Škody způsobené predačním tlakem kormorána velkého byly v letech 2000–2013 (do 1. dubna) produkčním rybářům nahrazovány v souladu se zákonem č. 115/2000 Sb. o poskytování náhrad škod způsobených vybranými zvláště chráněnými živočichy. Za toto období dostali produkční rybáři od státu náhrady ve výši téměř 350 milionů Kč, v posledních letech přes 40 milionů Kč každý rok (data MŽP ČR). Sportovní rybáři, kteří také loví v lovných revírech kormoránů dle zákona nemají na finanční náhradu nárok. K datu 1. dubna 2013 vypadl kormorán velký z vyhlášky č. 395/1992 Sb., kterou se upravuje zákon č. 114/1992 Sb. o ochraně přírody a krajiny (byl vyňat z nejnižší kategorie „ohrožený druh“). Na kormorána velkého se tak přestal vztahovat zákon č. 115/2000 Sb. a škody způsobené rybářům tímto rybožravcem přestaly být státem vypláceny. Protože tento stav byl dlouhodobě zcela neudržitelný (zejména opět pro produkční rybáře, kterým úpravou vyhlášky č. 395/1992 Sb. škody na rybách rozhodně nepřestaly vznikat), byl 7. června 2017 přijat zákon č. 197/2017 Sb., kterým se mění zákon č. 115/2000 Sb. Podle tohoto zákona se škody způsobené kormoránem velkým budou produkčním rybářům opět vyplácet počínaje 1. lednem 2018 po dobu tří let – v roce 2018 a 2019 v plné výši uznaných škod, v roce 2020 pak už jen 80% výše uznaných škod. V současné době (ačkoli již není jmenovitě zmíněn ve vyhlášce č. 395/1992 Sb.) je kormorán velký v ČR stále pod obecnou ochranou podle § 5 zákona č. 114/1992 Sb., který vychází z evropské legislativy – směrnice 2009/147/ES o ochraně volně žijících ptáků, navíc stále není zařazen mezi zvěř obhospodařovanou lovem v zákoně č. 449/2001 Sb. o myslivosti.

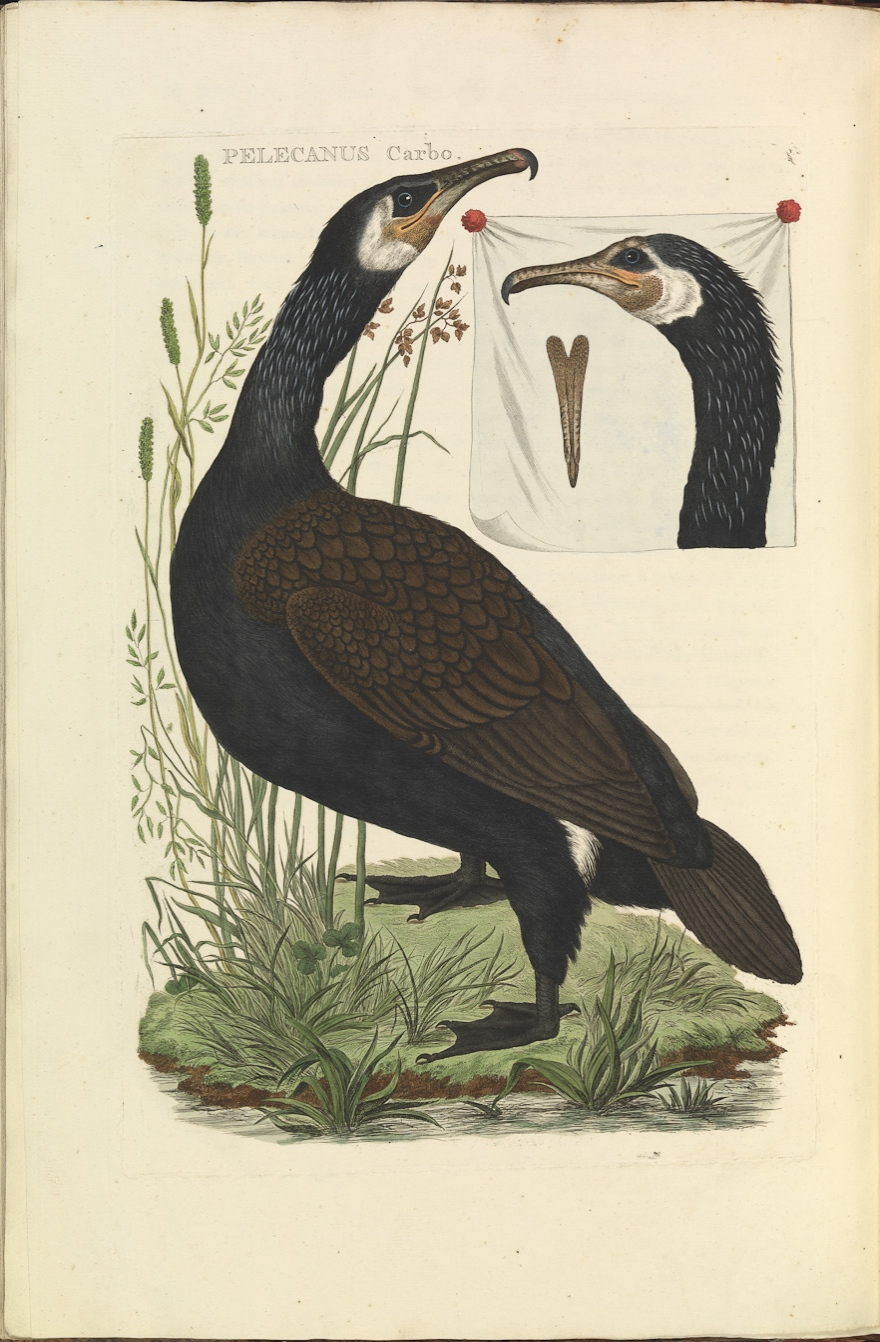
Kormorán velký in Nederlandsche Vogelen (en: Dutch Birds), Vol. 1 (1770)

Kormorán velký je přes výrazný růst počtu jak hnízdících, tak zimujících ptáků stále zvláště chráněným druhem, což na jednu stranu znemožňuje jeho pravidelnou a plošnou regulaci, na druhou stranu umožňuje rybářům čerpat od státu finanční náhradu prokázaných škod, avšak pouze na chovných rybnících. Rozsáhlé škody způsobované na populaci ryb v řekách, jezerech a ostatních nádržích nejsou propláceny, což je hlavním důvodem kritiky ze strany Českého rybářského svazu. Napjatá situace vedla v evropském měřítku k přijetí Usnesení Evropského parlamentu ze dne 4. prosince 2008 o vypracování evropského plánu na regulaci populace kormoránů s cílem snížit rostoucí škody, které kormoráni způsobují rybím populacím, rybolovu a akvakultuře (2008/2177(INI)). Toto usnesení mimo jiné vyzývá Evropskou komisi a členské státy ke sledování populace kormorána velkého (které bude podkladem pro každoroční zachycení stavu a vývoje této populace), vypracování vědeckého projektu hodnotícího velikost a strukturu populace, vytvoření příznivých podmínek pro spolupráci na základě spolehlivých údajů, ustavení pracovní skupiny k utřídění postojů a argumentace jednotlivých stran sporu, k vypracování plánu regulace populace, který umožní dlouhodobě kormorány integrovat do kulturní krajiny, ke stanovení definice „závažné škody“, k vypracování pokynů týkajících se výjimek ze směrnice o ochraně ptactva, k podpoře udržitelné regulace populace kormorána velkého a hledání řešení těchto problémů.

### Povolený odstřel
Rybářská organizace v Liberci kvůli likvidaci ryb hejny kormoránů na rybnících a v řekách požádala na Ministerstvu životního prostředí a u Krajského úřadu v Liberci na jaře 2010 o možnost časově i místně omezeného odstřelu a plašení velkých kormoránů. Odstřely se týkají revíru Lužická Nisa, řeky Jizery (na 4 roky), Holanských a Mimoňských rybníků (do roku 2011), kde podle tvrzení rybářů kormoráni způsobili škodu přes 100 tisíc korun. S jejich požadavkem nesouhlasí ochránci přírody z Jizersko-ještědského spolku a spor není uzavřen.
Povolený odstřel kormoránů zamýšlí umožnit i vyhláška MŽP ČR v oblasti Benešova.

### Rybáři placený odstřel kormoránů
Rybářské svazy v České republice odměňují odstřel kormoránů myslivci částkou až 150 Kč za zabitý kus.